# Ніколаус Томас Гост
Ніколаус Томас Гост (нім. Nicolaus Thomas Host або нім. Nikolaus Thomas Host; 6 грудня 1761 — 13 січня 1834) — австрійський ботанік та лікар.

## Біографія
Ніколаус Томас Гост народився у місті Флаум (сучасна Рієка) 6 грудня 1761 року.
Гост навчався у Віденському університеті, закінчив його зі ступенем у галузі медицини, та став особистим лікарем Франца II, імператора Австрії.
Він зробив значний внесок у ботаніку, описавши багато видів рослин.
Ніколаус Томас Гост помер 13 січня 1834 року в резиденції австрійських імператорів — палаці Шенбрунн.

## Наукова діяльність
Ніколаус Томас Гост спеціалізувався на мохоподібних та на насіннєвих рослинах.

## Окремі публікації
- 1797. Synopsis plantarum in Austria.
- 1801–1809. Icones et descriptions graminum austriacorum. Cuatro vols.
- 1828. Salix.
- 1831. Flora austriaca, Том 2[4].

## Вшанування
Рід рослин Hosta був названий на його честь.
На його честь були також названі такі види рослин:
- Campanula hostii Baumg.[8]
- Chenopodina hostii Moq.[9]
- Chenopodium hostii Ledeb.[10]
- Salsola hostii Tratt.[11]
- Carex hostii (Schkuhr) Hoppe ex Kunth[12]
- Luzula hostii Desv.[13]
- Calamicromeria × hostii (Caruel) Šilić[14]
- Clinomicromeria × hostii (Caruel) Govaerts[15]
- Mentha hostii Boreau[16]
- Aira hostii Steud.[17]
- Arundo hostii Roem. & Schult.[18]
- Avenula hostii (Boiss. & Reut.) Dumort.[19]
- Brachypodium hostii Link[20]
- Deyeuxia hostii Besser ex Andrz.[21]
- Echinochloa hostii (M.Bieb.) Steven[22]
- Erianthus hostii Griseb.[23]
- Festuca hostii Schott ex Roem. & Schult.[24]
- Phleum hostii Jacq.[25]
- Aria hostii Carrière[26]
- Hahnia hostii Dippel[27]
- Pyrus hostii Hort. ex K.Koch[28]
- Rosa hostii Heinr.Braun[29]
- Sorbus hostii Heynh.[30]
- Salix × hostii A.Kern.[31]
- Saxifraga hostii Tausch[32]
- Veronica hostii Moretti[33]
- Tilia hostii Opiz[34].